# 于尔河
于尔河（法語：Ure，法語發音：[yʁ]）是法国诺曼底大区奥恩省的河流，是奥恩河的右支流，长30.2千米，发源自梅尼勒弗罗热，于阿让唐流入奥恩河。